# Monika Ertlová
Monika Ertlová (1937, Mnichov – 12. května 1973, Bolívie) byla v Bolívii působící politická aktivistka. Stala se známá jako „Che Guevarova mstitelka“.
Dcera archeologa a spisovatele Hanse Ertla. Dne 1. dubna 1971 měla v jeho hamburské kanceláři zastřelit bolivijského konzula Roberta Quintanillu Pereiru, kterého kubánští komunističtí revolucionáři považovali za hlavního viníka smrti Che Guevary a jeho druhů v Bolívii. Ertlová byla kvůli případu hledána Interpolem, ale případ byl nakonec uzavřen bez označení viníka.
V roce 1988 natočil režisér Christian Baudissin dokument nazvaný Hledá se: Monika Ertlová.